# Liste der Präsidenten des australischen Senats
In nachfolgender Liste sind die Präsidenten des australischen Senats von seiner Gründung bis heute angeführt.
| Bild | Name               | Amtsbeginn         | Amtsende          | Partei                                                |
| ---- | ------------------ | ------------------ | ----------------- | ----------------------------------------------------- |
|      | Richard Baker      | 9. Mai 1901        | 31. Dezember 1906 | Free Trade Party                                      |
|      | Albert Gould       | 20. Februar 1907   | 30. Juni 1910     | Anti-Socialist Party/Commonwealth Liberal Party       |
|      | Harry Turley       | 1. Juli 1910       | 8. Juli 1913      | Australian Labor Party                                |
|      | Thomas Givens      | 9. Juli 1913       | 30. Juli 1914     | Australian Labor Party                                |
|      | Thomas Givens      | 8. Oktober 1914    | 30. Juli 1926     | Australian Labor Party/Nationalist Party of Australia |
|      | John Newlands      | 1. Juli 1926       | 13. August 1929   | Nationalist Party of Australia                        |
|      | Walter Kingsmill   | 14. August 1929    | 30. August 1932   | Nationalist Party of Australia/United Australia Party |
|      | Patrick Lynch      | 31. August 1932    | 30. Juni 1938     | United Australia Party                                |
|      | John Blyth Hayes   | 1. Juli 1938       | 30. Juni 1941     | United Australia Party                                |
|      | James Cunningham   | 1. Juli 1941       | 4. Juli 1943      | Australian Labor Party                                |
|      | Gordon Brown       | 23. September 1943 | 19. März 1951     | Australian Labor Party                                |
|      | Edward Mattner     | 12. Juni 1951      | 7. September 1953 | Liberal Party of Australia                            |
|      | Alister McMullin   | 8. September 1953  | 30. Juni 1971     | Liberal Party of Australia                            |
|      | Magnus Cormack     | 17. August 1971    | 11. April 1974    | Liberal Party of Australia                            |
|      | Justin O’Byrne     | 9. Juli 1974       | 11. November 1975 | Australian Labor Party                                |
|      | Condor Laucke      | 17. Februar 1976   | 30. Juni 1981     | Liberal Party of Australia                            |
|      | Harold Young       | 18. August 1981    | 4. Februar 1983   | Liberal Party of Australia                            |
|      | Douglas McClelland | 21. April 1983     | 23. Januar 1987   | Australian Labor Party                                |
|      | Kerry Sibraa       | 17. Februar 1987   | 5. Juni 1987      | Australian Labor Party                                |
|      | Kerry Sibraa       | 14. September 1987 | 31. Januar 1994   | Australian Labor Party                                |
|      | Michael Beahan     | 1. Februar 1994    | 30. Juni 1996     | Australian Labor Party                                |
|      | Margaret Reid      | 20. August 1996    | 18. August 2002   | Liberal Party of Australia                            |
|      | Paul Calvert       | 19. August 2002    | 14. August 2007   | Liberal Party of Australia                            |
|      | Alan Ferguson      | 14. August 2007    | 25. August 2008   | Liberal Party of Australia                            |
|      | John Hogg          | 26. August 2008    | 30. Juni 2014     | Australian Labor Party                                |
|      | Stephen Parry      | 7. Juli 2014       | 2. November 2017  | Liberal Party of Australia                            |
|      | Scott Ryan         | 13. November 2017  | 13. Oktober 2021  | Liberal Party of Australia                            |
|      | Slade Brockman     | 18. Oktober 2021   | 26. Juli 2022     | Liberal Party of Australia                            |
|      | Sue Lines          | 26. Juli 2022      |                   | Australian Labor Party                                |